# Koumandjanbougou
Koumandjanbougou est une ville et une sous-préfecture de Guinée, rattachée à la préfecture de Siguiri et la région de Kankan.

## histoire
Koumandjanbougou est une sous-préfecture de Guinee créée en 2021.